# スーパーロボット大戦シリーズ
「スーパーロボット大戦シリーズ」（スーパーロボットたいせんシリーズ、英語: Super Robot Taisen, Super Robot Wars）は、バンダイナムコエンターテインメントが販売している、家庭用コンピュータゲーム機での展開を主軸とするシリーズ。略称・通称はスパロボ、SRW。
2021年4月20日にシリーズ生誕30周年を迎えた長寿シリーズであり、発売元となる企業は合併などで幾度も名称を変えている。初作から2007年度まではバンプレスト（旧法人、後のBANDAI SPIRITS）。その後「バンダイナムコゲームス バンプレストレーベル」→「バンダイナムコゲームス」→「バンダイナムコエンターテインメント」となる（法人格そのものは継承され続けている。開発会社などの推移など、より詳しくは#シリーズの歴史を参照）。これ以降は発売当時の企業名で記載し、“ 現・○○”のような記述は省略した。
かつては日本国内でのみ販売されていた（#日本国外を参照）が、2017年以降はアジア地域を中心とした幾つかの国外地域へもリリースしている。

## 概要
『マジンガーZ』や『機動戦士ガンダム』に代表される、1970年代から発売当時までの様々なロボットアニメ作品に登場するロボットとキャラクターによるクロスオーバー作品である。SDにディフォルメされたロボット達により結成されたプレイヤー部隊が、異星人や反体制組織（自軍が反体制組織の場合もある）と戦いながら地球圏に平和を取り戻す様が描かれている。ジャンルはシミュレーションRPGであるが、既存作品のヒーローが集結して戦うというクロスオーバー作品の性質上、ゲーム性や難易度の面よりも夢の共演という点を前面に押し出しており、初期作品のパッケージには「シミュラマシリーズ」（シミュレーションゲームにロールプレイングゲームのドラマ性をプラスしたシリーズの意味）と表記されていた。
元々バンプレストでは、初代社長である杉浦幸昌のポピーやバンダイにいた頃の幅広い人脈によって実現した、ゲーム業界初のクロスオーバー作品であるコンパチヒーローシリーズが1990年から展開しており、その派生作品として1991年にシリーズ第1作となるゲームボーイ専用ソフト『スーパーロボット大戦』が発売された。その後、独立した本シリーズはコンパチヒーローシリーズが一時終了した以降も新作が発表され続け、累計販売本数は2016年時発表で1600万本（タイトルは90作品、ベスト版を含む）を突破している。
シリーズ開始当初はウィンキーソフトが製作に大きく関わっていたが、1999年発売の『スーパーロボット大戦コンプリートボックス』を最後に製作から離れている。その後はバンプレストの子会社であるバンプレソフトのSR（スーパーロボット）プロデュースチームが製作を担当しており、寺田貴信がプロデューサーを務める。2008年度からは、バンダイナムコグループのゲーム部門再編により、バンプレストからバンダイナムコゲームスへ発売元が移管された。
本シリーズのヒットにより、過去のロボット作品の知名度が上がり再評価される動きが起きている（1997年の『スーパーロボット大戦F』発売時には『伝説巨神イデオン』のプラモデルが再発売された）。これに対しプロデューサーの寺田は「ゲームに登場したことで得た人気を原作に還元するのはスパロボの役目」と語っている。

## 評価
シリーズの累計出荷数は2024年時点で2047万本を達成。
2021年3月末の時点で参戦作品は274作品を数えており（後述のギネス記録における認定数が出典）、同年6月には「ギネスブック」刊行で知られるギネスワールドレコーズが「ロールプレイングビデオゲームシリーズにおけるIPライセンス最多数(2021年）」を誇るRPGとして、スパロボシリーズを認定した。

## 作品一覧
| 1991 | スーパーロボット大戦                                           |
| 1991 | 第2次スーパーロボット大戦                                      |
| 1992 |                                                                |
| 1993 | 第3次スーパーロボット大戦                                      |
| 1994 | スーパーロボット大戦EX                                         |
| 1995 | 第4次スーパーロボット大戦                                      |
| 1995 | 第2次スーパーロボット大戦G                                     |
| 1996 | スーパーロボット大戦外伝 魔装機神 THE LORD OF ELEMENTAL        |
| 1996 | 新スーパーロボット大戦                                         |
| 1997 | スーパーロボット大戦F                                          |
| 1998 | スーパーロボット大戦F完結編                                    |
| 1999 | スーパーロボット大戦COMPACT                                    |
| 1999 | スーパーロボット大戦コンプリートボックス                       |
| 1999 | スーパーロボット大戦リンクバトラー                             |
| 1999 | スーパーロボット大戦64                                         |
| 2000 | スーパーロボット大戦COMPACT2 第1部：地上激動篇                 |
| 2000 | スーパーロボット大戦α                                          |
| 2000 | スーパーロボット大戦COMPACT2 第2部：宇宙激震篇                 |
| 2001 | スーパーロボット大戦COMPACT2 第3部：銀河決戦篇                 |
| 2001 | スーパーロボット大戦α外伝                                      |
| 2001 | スーパーロボット大戦α for Dreamcast                            |
| 2001 | スーパーロボット大戦A                                          |
| 2001 | スーパーロボット大戦COMPACT for WonderSwanColor                |
| 2002 | スーパーロボット大戦IMPACT                                     |
| 2002 | スーパーロボット大戦R                                          |
| 2002 | スーパーロボット大戦ORIGINAL GENERATION                        |
| 2003 | 第2次スーパーロボット大戦α                                     |
| 2003 | スーパーロボット大戦COMPACT3                                   |
| 2003 | スーパーロボット大戦D                                          |
| 2003 | スーパーロボット大戦Scramble Commander                         |
| 2004 | スーパーロボット大戦MX                                         |
| 2004 | スーパーロボット大戦GC                                         |
| 2005 | スーパーロボット大戦ORIGINAL GENERATION2                       |
| 2005 | 第3次スーパーロボット大戦α 終焉の銀河へ                        |
| 2005 | スーパーロボット大戦J                                          |
| 2006 | スーパーロボット大戦XO                                         |
| 2007 | スーパーロボット大戦W                                          |
| 2007 | スーパーロボット大戦ORIGINAL GENERATIONS                       |
| 2007 | スーパーロボット大戦Scramble Commander the 2nd                 |
| 2007 | スーパーロボット大戦OG外伝                                     |
| 2008 | 無限のフロンティア スーパーロボット大戦OGサーガ                |
| 2008 | スーパーロボット大戦A PORTABLE                                 |
| 2008 | スーパーロボット大戦Z                                          |
| 2009 | スーパーロボット大戦K                                          |
| 2009 | スパロボ学園                                                   |
| 2009 | スーパーロボット大戦NEO                                        |
| 2010 | 無限のフロンティアEXCEED スーパーロボット大戦OGサーガ          |
| 2010 | スーパーロボット大戦OGサーガ 魔装機神 THE LORD OF ELEMENTAL    |
| 2010 | スーパーロボット大戦L                                          |
| 2011 | 第2次スーパーロボット大戦Z 破界篇                              |
| 2012 | スーパーロボット大戦OGサーガ 魔装機神II REVELATION OF EVIL GOD |
| 2012 | スーパーロボット大戦モバイル                                   |
| 2012 | 第2次スーパーロボット大戦Z 再世篇                              |
| 2012 | 第2次スーパーロボット大戦OG                                    |
| 2012 | スーパーロボット大戦Card Chronicle                             |
| 2013 | スーパーロボット大戦UX                                         |
| 2013 | スーパーロボット大戦Operation Extend                           |
| 2013 | スーパーロボット大戦OGサーガ 魔装機神III PRIDE OF JUSTICE      |
| 2013 | スーパーロボット大戦OG INFINITE BATTLE                         |
| 2014 | 第3次スーパーロボット大戦Z 時獄篇                              |
| 2014 | スーパーロボット大戦OG ダークプリズン                          |
| 2014 | スーパーロボット大戦OGサーガ 魔装機神F COFFIN OF THE END       |
| 2015 | 第3次スーパーロボット大戦Z 天獄篇                              |
| 2015 | スーパーロボット大戦BX                                         |
| 2015 | スーパーロボット大戦X-Ω                                        |
| 2016 | スーパーロボット大戦OG ムーン・デュエラーズ                    |
| 2017 | スーパーロボット大戦V                                          |
| 2018 | スーパーロボット大戦X                                          |
| 2019 | スーパーロボット大戦T                                          |
| 2019 | スーパーロボット大戦DD                                         |
| 2020 |                                                                |
| 2021 | スーパーロボット大戦30                                         |
| 2022 |                                                                |
| 2023 |                                                                |
| 2024 |                                                                |
| 2025 | スーパーロボット大戦Y                                          |

以下の各作品の情報は、注釈のあるものを除き公式サイトのラインナップを出典とする。
本シリーズはクロスプラットフォーム展開されており、複数のシリーズカテゴリが存在する。プラットフォームは大きく分けて、以下に分けられる。
家庭用ゲーム機
- 据え置き機ゲーム機 - ファミリーコンピュータ（FC）・スーパーファミコン（SFC）・セガサターン（SS）・PlayStation（PS）・NINTENDO 64（N64）・ドリームキャスト（DC）・PlayStation 2（PS2）・ニンテンドー ゲームキューブ（GC）・Xbox 360（XB360）・Wii・PlayStation 3（PS3）・PlayStation 4（PS4）・Nintendo Switch（Switch）・PlayStation 5（PS5）
- 携帯ゲーム機 - ゲームボーイ（GB）・ワンダースワン（WS）・ワンダースワンカラー（WSC）・ゲームボーイアドバンス（GBA）・ニンテンドーDS（DS）・PlayStation Portable（PSP）・ニンテンドー3DS（3DS）・PlayStation Vita（PS Vita）・Nintendo Switch[† 7]（Switch）

デジタルデバイス（非ゲーム機）
- Steam（据え置きPCを基本としたプラットフォーム）・携帯デバイス（一部作品がフィーチャーフォンに移植されている。単独作品がスマートフォンにて展開されている）

### シリーズ作品

#### DC戦争シリーズ
スーパーロボット大戦最初の版権作品系大型シリーズ。正式なシリーズ名は無いが、後のαシリーズとZシリーズに対して“旧シリーズ”や“DC戦争シリーズ”、“『第○次』シリーズ”と呼称されている。開発元はウィンキーソフト。脚本・演出は主にウィンキーソフト所属の阪田雅彦が手掛けている。その後のスーパーロボット大戦の基礎となったシリーズである。
| 作品名                                                  | ハード | 発売日         | 備考     |
| 第1作                                                   | 第1作  | 第1作          | 第1作    |
| ------------------------------------------------------- | ------ | -------------- | -------- |
| 第2次スーパーロボット大戦                               | FC     | 1991年12月29日 |          |
| ┣第2次スーパーロボット大戦G                             | GB     | 1995年6月30日  | リメイク |
| ┣第2次スーパーロボット大戦                              | GBA    | 2004年         | 移植     |
| ┗第2次スーパーロボット大戦                              | 3DS    | 2015年8月20日  | 移植     |
| 第2作                                                   |        |                |          |
| 第3次スーパーロボット大戦                               | SFC    | 1993年7月23日  |          |
| 第3作                                                   |        |                |          |
| スーパーロボット大戦EX                                  | SFC    | 1994年3月25日  |          |
| 第4作                                                   |        |                |          |
| 第4次スーパーロボット大戦                               | SFC    | 1995年3月17日  |          |
| ┗第4次スーパーロボット大戦S                             | PS     | 1996年1月26日  | 移植     |
| スピンオフ                                              |        |                |          |
| スーパーロボット大戦外伝 魔装機神 THE LORD OF ELEMENTAL | SFC    | 1996年3月22日  |          |
| 第4作のリメイク                                         |        |                |          |
| スーパーロボット大戦F                                   | SS     | 1997年9月25日  | 前編     |
| ┗スーパーロボット大戦F                                  | PS     | 1998年12月10日 | 移植     |
| スーパーロボット大戦F完結編                             | SS     | 1998年4月23日  | 後編     |
| ┗スーパーロボット大戦F完結編                            | PS     | 1999年4月15日  | 移植     |
| 第1作から第3作のリメイク                                |        |                |          |
| スーパーロボット大戦コンプリートボックス                | PS     | 1999年6月10日  |          |
| ┣第2次スーパーロボット大戦                              | PS     | 1999年12月2日  | 分売     |
| ┣第3次スーパーロボット大戦                              | PS     | 1999年12月22日 | 分売     |
| ┗スーパーロボット大戦EX                                 | PS     | 2000年1月6日   | 分売     |
| データ集                                                |        |                |          |
| 全スーパーロボット大戦 電視大百科                       | PS     | 1998年10月29日 |          |

#### αシリーズ
DC戦争シリーズに次ぐ第2の版権作品系大型シリーズ。足掛け5年間に渡って展開し、過去作品での反省点やユーザーからの意見を元に大幅な刷新が行われた。その結果、物語性が高まり、戦闘演出にも力を入れた娯楽性や、キャラクターゲームとしての側面を強く打ち出したシリーズに仕上がっている。第1作『スーパーロボット大戦α』は、製作サイド側の努力も相まってシリーズ史上最高の70万本の売り上げを記録した。開発元はバンプレソフト。脚本・演出は主にプロデューサーである寺田貴信が手掛けている。当初は『スーパーロボット大戦α外伝』を除いた3部作構想だった。
| 作品名                                  | ハード | 発売日        | 備考                     |
| 第1作                                   | 第1作  | 第1作         | 第1作                    |
| --------------------------------------- | ------ | ------------- | ------------------------ |
| スーパーロボット大戦α                   | PS     | 2000年5月25日 |                          |
| スーパーロボット大戦α for Dreamcast     | DC     | 2001年8月30日 | PS版と同時開発           |
| 第2作                                   |        |               |                          |
| スーパーロボット大戦α外伝               | PS     | 2001年3月29日 | シリーズ最後のPS用ソフト |
| 第3作                                   |        |               |                          |
| 第2次スーパーロボット大戦α              | PS2    | 2003年3月27日 |                          |
| 第4作                                   |        |               |                          |
| 第3次スーパーロボット大戦α 終焉の銀河へ | PS2    | 2005年7月28日 |                          |

#### Zシリーズ
αシリーズに次ぐ第3の版権作品系大型シリーズ。開発元はB.B.スタジオ（旧バンプレソフト）。
| 作品名                                    | ハード      | 発売日        | 備考           |
| 第1作                                     | 第1作       | 第1作         | 第1作          |
| ----------------------------------------- | ----------- | ------------- | -------------- |
| スーパーロボット大戦Z                     | PS2         | 2008年9月25日 |                |
| ┗スーパーロボット大戦Z スペシャルディスク | PS2         | 2009年3月5日  | ファンディスク |
| 第2作から第3作                            |             |               |                |
| 第2次スーパーロボット大戦Z 破界篇         | PSP         | 2011年4月14日 | 前編           |
| 第2次スーパーロボット大戦Z 再世篇         | PSP         | 2012年4月5日  | 後編           |
| 第4作から第5作                            |             |               |                |
| 第3次スーパーロボット大戦Z 時獄篇         | PS3 PS Vita | 2014年4月10日 | 前編           |
| 第3次スーパーロボット大戦Z 天獄篇         | PS3 PS Vita | 2015年4月2日  | 後編           |
| ┗第3次スーパーロボット大戦Z 連獄篇        | PS3 PS Vita | 2015年4月2日  | 外伝           |

#### OGシリーズ
版権作品ではなく、過去のバンプレスト作品に登場したオリジナルキャラクターによるクロスオーバー作品シリーズ。
| 作品名                                      | ハード  | 発売日            | 備考             |
| 第1作                                       | 第1作   | 第1作             | 第1作            |
| ------------------------------------------- | ------- | ----------------- | ---------------- |
| スーパーロボット大戦ORIGINAL GENERATION     | GBA     | 2002年11月22日    |                  |
| 第2作                                       |         |                   |                  |
| スーパーロボット大戦ORIGINAL GENERATION2    | GBA     | 2005年2月3日      |                  |
| 第1作・第2作のリメイク                      |         |                   |                  |
| スーパーロボット大戦OG ORIGINAL GENERATIONS | PS2     | 2007年6月28日     |                  |
| 第3作                                       |         |                   |                  |
| スーパーロボット大戦OG外伝                  | PS2     | 2007年12月27日    |                  |
| 第4作                                       |         |                   |                  |
| 第2次スーパーロボット大戦OG                 | PS3     | 2012年11月29日    |                  |
| 第5作・外伝                                 |         |                   |                  |
| スーパーロボット大戦OG INFINITE BATTLE      | PS3     | 2013年11月28日    | アクションゲーム |
| スーパーロボット大戦OG ダークプリズン       | PS3     | 2014年4月17日配信 |                  |
| 第6作                                       |         |                   |                  |
| スーパーロボット大戦OG ムーン・デュエラーズ | PS3 PS4 | 2016年6月30日     |                  |

### OGサーガ
OGシリーズから派生したスピンオフ作品のシリーズ。無限のフロンティアシリーズと魔装機神シリーズの2つが展開されている。
| 作品名                                                | ハード | 発売日        | 備考  |
| 第1作                                                 | 第1作  | 第1作         | 第1作 |
| ----------------------------------------------------- | ------ | ------------- | ----- |
| 無限のフロンティア スーパーロボット大戦OGサーガ       | DS     | 2008年5月29日 |       |
| 第2作                                                 |        |               |       |
| 無限のフロンティアEXCEED スーパーロボット大戦OGサーガ | DS     | 2010年2月25日 |       |

| スーパーロボット大戦OGサーガ 魔装機神 THE LORD OF ELEMENTAL    | DS          | 2010年5月27日 |      |
| ┗スーパーロボット大戦OGサーガ 魔装機神 THE LORD OF ELEMENTAL   | PSP         | 2012年1月12日 | 移植 |
| 第2作                                                          |             |               |      |
| スーパーロボット大戦OGサーガ 魔装機神II REVELATION OF EVIL GOD | PSP         | 2012年1月12日 |      |
| 第3作                                                          |             |               |      |
| スーパーロボット大戦OGサーガ 魔装機神III PRIDE OF JUSTICE      | PS3 PS Vita | 2013年8月22日 |      |
| 第4作                                                          |             |               |      |
| スーパーロボット大戦OGサーガ 魔装機神F COFFIN OF THE END       | PS3         | 2014年8月28日 |      |

### 単独作品

#### COMPACTシリーズ
ワンダースワンで発売されたシリーズ。他のシリーズとは異なるシステムを多数採用。連番にはなっているが、『スーパーロボット大戦COMPACT2』の3部作以外はシナリオに繋がりは無く、全て独立した作品となっている。
| 作品名                                           | ハード | 発売日         | 備考                    |
| 第1作                                            | 第1作  | 第1作          | 第1作                   |
| ------------------------------------------------ | ------ | -------------- | ----------------------- |
| スーパーロボット大戦COMPACT                      | WS     | 1999年4月28日  |                         |
| ┗スーパーロボット大戦COMPACT for WonderSwanColor | WSC    | 2001年12月13日 | カラー化                |
| 第2作から第4作                                   |        |                |                         |
| スーパーロボット大戦COMPACT2 第1部：地上激動篇   | WS     | 2000年3月30日  | 第1部                   |
| スーパーロボット大戦COMPACT2 第2部：宇宙激震篇   | WS     | 2000年9月14日  | 第2部                   |
| スーパーロボット大戦COMPACT2 第3部：銀河決戦篇   | WS     | 2001年1月18日  | 第3部                   |
| 第2作から第4作のリメイク                         |        |                |                         |
| スーパーロボット大戦IMPACT                       | PS2    | 2002年3月28日  | シリーズ初のPS2用ソフト |
| 第5作                                            |        |                |                         |
| スーパーロボット大戦COMPACT3                     | WSC    | 2003年7月17日  |                         |

#### 任天堂携帯ゲーム機シリーズ
ゲームボーイアドバンス以後の、任天堂製携帯ゲーム機で発売されたシリーズ。シナリオに繋がりは無く、全て独立した作品となっている。購買層として主に若者をターゲットとしており、GBAとDSのシリーズ作品はタイトルの最後にアルファベットがつく。開発元はエーアイ。
※『V』・『X』・『T』については別途後述。
| 作品名                          | ハード    | 発売日         | 備考     |
| 第1作                           | 第1作     | 第1作          | 第1作    |
| ------------------------------- | --------- | -------------- | -------- |
| スーパーロボット大戦A           | GBA       | 2001年9月21日  |          |
| ┣スーパーロボット大戦A          | FOMA900ix | 2006年2月6日   | 移植     |
| ┗スーパーロボット大戦A PORTABLE | PSP       | 2008年6月19日  | リメイク |
| 第2作                           |           |                |          |
| スーパーロボット大戦R           | GBA       | 2002年8月2日   |          |
| ┗スーパーロボット大戦R          | FOMA900ix | 2007年12月17日 | 移植     |
| 第3作                           |           |                |          |
| スーパーロボット大戦D           | GBA       | 2003年8月8日   |          |
| 第4作                           |           |                |          |
| スーパーロボット大戦J           | GBA       | 2005年9月15日  |          |
| 第5作                           |           |                |          |
| スーパーロボット大戦W           | DS        | 2007年3月1日   |          |
| 第6作                           |           |                |          |
| スーパーロボット大戦K           | DS        | 2009年3月20日  |          |
| 第7作                           |           |                |          |
| スーパーロボット大戦L           | DS        | 2010年11月25日 |          |
| 第8作                           |           |                |          |
| スーパーロボット大戦UX          | 3DS       | 2013年3月14日  |          |
| 第9作                           |           |                |          |
| スーパーロボット大戦BX          | 3DS       | 2015年8月20日  |          |

#### Scramble Commanderシリーズ
システムにリアルタイムストラテジーを採用し、ロボットがリアルサイズの3Dグラフィックスで描かれている、従来の作品とは全く異なるシリーズ。連番にはなっているがシナリオに繋がりは無く、全て独立した作品となっている。開発元はベック（1作目）およびエヌケーシステム（2作目）。
| 作品名                                         | ハード | 発売日        | 備考  |
| 第1作                                          | 第1作  | 第1作         | 第1作 |
| ---------------------------------------------- | ------ | ------------- | ----- |
| スーパーロボット大戦Scramble Commander         | PS2    | 2003年11月6日 |       |
| 第2作                                          |        |               |       |
| スーパーロボット大戦Scramble Commander the 2nd | PS2    | 2007年11月1日 |       |

#### 3部作（2017年 - 2019年）
2010年代末に3年連続で発売された『V』『X』『T』を、制作側は三部作として扱っている。ストーリーや世界は各編で独立しており連続性はないが、クォータービューマップやTacP（タックポイント）など基本的なゲームシステムは共通している。開発元はB.B.スタジオ。
| 作品名                 | ハード       | 発売日        | 備考  |
| 第1作                  | 第1作        | 第1作         | 第1作 |
| ---------------------- | ------------ | ------------- | ----- |
| スーパーロボット大戦V  | PS4 PS Vita  | 2017年2月23日 |       |
| ┗スーパーロボット大戦V | Switch Steam | 2019年10月3日 | 移植  |
| 第2作                  |              |               |       |
| スーパーロボット大戦X  | PS4 PS Vita  | 2018年3月29日 |       |
| ┗スーパーロボット大戦X | Switch Steam | 2020年1月10日 | 移植  |
| 第3作                  |              |               |       |
| スーパーロボット大戦T  | PS4 Switch   | 2019年3月20日 |       |

#### その他単独作品
| 作品名                                    | ハード              | 発売日            | 備考                                                              |
| ----------------------------------------- | ------------------- | ----------------- | ----------------------------------------------------------------- |
| スーパーロボット大戦                      | GB                  | 1991年4月20日     | 初代作                                                            |
| ┗スーパーロボット大戦                     | PS3 PS Vita         | 2014年4月24日配信 | リメイク                                                          |
| 新スーパーロボット大戦                    | PS                  | 1996年12月27日    |                                                                   |
| ┗新スーパーロボット大戦スペシャルディスク | PS                  | 1997年3月28日     | ファンディスク                                                    |
| スーパーロボット大戦64                    | N64                 | 1999年10月29日    |                                                                   |
| ┗スーパーロボット大戦リンクバトラー       | GBC                 | 1999年10月1日     | 連動                                                              |
| スーパーロボット大戦MX                    | PS2                 | 2004年5月27日     |                                                                   |
| ┗スーパーロボット大戦MX ポータブル        | PSP                 | 2005年12月29日    | 移植                                                              |
| スーパーロボット大戦GC                    | GC                  | 2004年12月16日    |                                                                   |
| ┗スーパーロボット大戦XO                   | Xbox 360            | 2006年11月30日    | 移植                                                              |
| スパロボ学園                              | DS                  | 2009年8月27日     |                                                                   |
| スーパーロボット大戦NEO                   | Wii                 | 2009年10月29日    |                                                                   |
| スーパーロボット大戦モバイル              | 携帯電話（iモード） | 2012年1月24日     |                                                                   |
| スーパーロボット大戦Card Chronicle        | Mobage              | 2012年9月14日     |                                                                   |
| ┗スーパーロボット大戦Card Chronicle       | mixiゲーム          | 2013年5月9日      | 移植                                                              |
| スーパーロボット大戦Operation Extend      | PSP                 | 2013年7月18日     |                                                                   |
| スーパーロボット大戦X-Ω                   | iOS Android         | 2015年10月5日     | 開発元はセガゲームス ゲームシステムは『チェインクロニクル』を踏襲 |
| スーパーロボット大戦DD                    | iOS Android         | 2019年8月21日     |                                                                   |
| スーパーロボット大戦30                    | PS4 Switch Steam    | 2021年10月28日    |                                                                   |
| スーパーロボット大戦Y                     | PS5 Switch Steam    | 2025年8月28日     |                                                                   |

#### トレーディングカード
スーパーロボット大戦 スクランブルギャザー （1996 - 2001年）
スーパーロボット大戦シリーズを題材にしたトレーディングカードゲーム。発売元はバンダイ。
OGクルセイド （2009年12月発売）
OGシリーズを題材にしたトレーディングカードゲーム。クルセイドシステムカードシリーズのラインナップとしてバンダイから発売されていた。
スーパーロボット大戦Vクルセイド（2017年4月発売）
スパロボVを題材にしたトレーディングカードゲーム。クルセイドシステムカードシリーズのラインナップとしてバンダイから発売されていた。

#### パチンコ、パチスロ
ぱちんこCR スーパーロボット大戦OG ORIGINAL GENERATIONS（サミー、2016年4月稼働）
『スーパーロボット大戦OG ORIGINAL GENERATIONS』を題材にしたパチンコ作品。

## シリーズの特徴

### 開発体制
シリーズ開始当初のバンプレストは制作のほとんどが外注であり、ウィンキーソフトが開発を担当していた。2000年以降の作品は子会社のB.B.ソフト（据え置きゲーム機作品を担当）および外注のエーアイ（任天堂携帯ゲーム機作品を担当）が中心となって開発している。
開発チームの人数は1チーム40人ほどで、プログラマが5人、シナリオライターが3人から4人、グラフィッカーが10人となっている。1本の作品を開発するのに、据え置きゲーム機だと2年から3年、携帯ゲーム機だと1年から1年半ぐらいかかり、常時4本の開発ラインが走っている。

#### 主なスタッフ
じっぱひとからげ
初代プロデューサー。シリーズの立案者。
高宮成光
元ウィンキーソフト代表取締役。第1作のプログラムや『新スーパーロボット大戦』のシナリオを担当。
阪田雅彦
フリーのゲームデザイナー。ウィンキーソフト所属時代にDC戦争シリーズの監督・脚本を担当し、スーパーロボット大戦シリーズの基礎を築いた。『魔装機神サイバスター』の原作者でもある。
寺田貴信
2代目プロデューサー。1995年の『第2次スーパーロボット大戦G』以降、ほとんどの作品をプロデュースしている。2021年にB.B.スタジオ退社以降はフリーとなり、スーパーロボット大戦シリーズスーパーバイザーとして活動している。
宇田歩
バンダイナムコフォージデジタルズ所属のプロデューサー。2005年の『スーパーロボット大戦ORIGINAL GENERATION2』以降、携帯機の作品をプロデュースしている。
オオチヒロアキ
バンダイナムコエンターテインメント所属のプロデューサー。『スーパーロボット大戦Card Chronicle』『スーパーロボット大戦X-Ω』『スーパーロボット大戦DD』などモバイル向けタイトルをプロデュースしていた。
森住惣一郎
トライクレッシェンド所属のゲームクリエイター。バンプレソフト所属時代にCOMPACTシリーズのプロデュース・シナリオを担当し、モノリスソフト移籍後は無限のフロンティアシリーズのディレクターを担当していた。
名倉正博
バンダイナムコフォージデジタルズ所属のゲームクリエイター。『第2次スーパーロボット大戦α』や『第3次スーパーロボット大戦α』のシナリオを担当し、Zシリーズや『スーパーロボット大戦V』のディレクター・シナリオを担当している。
河野さち子
フリーのアニメーター。『スーパーロボット大戦F』よりバンプレストオリジナルのキャラクターデザインの大半を担当し、『第2次スーパーロボット大戦OG』を最後にシリーズから退いていた。『スーパーロボット大戦X-Ω』では一部キャラクターデザインを担当。
大籠之仁
スタジオG-1NEO所属のアニメーター。『第3次スーパーロボット大戦Z』のキャラクターデザインを担当。
糸井美帆
元エーアイ所属のグラフィッカー・デザイナー。『スーパーロボット大戦J』から『スーパーロボット大戦K』までの携帯機、『スーパーロボット大戦V』のキャラクターデザインを担当。『スーパーロボット大戦R』と『スーパーロボット大戦D』のキャラクターリファインも手掛けている。
Chiyoko
フリーのイラストレーター。『SECRET HUNGER』のイラストを経て『スーパーロボット大戦L』より携帯機のキャラクターデザインを担当。
渡邊亘
フリーのイラストレーター。ウィンキーソフト所属時代より『魔装機神III』『スーパーロボット大戦X-Ω』、倒産後はフリーとして『スーパーロボット大戦V』のキャラクターデザインを担当。
高河ゆん
漫画家。『スーパーロボット大戦X』のキャラクターデザインを担当。
西E田
フリーのイラストレーター。『スーパーロボット大戦T』のキャラクターデザインを担当。
ヤスダスズヒト
漫画家・イラストレーター。『スーパーロボット大戦DD』のキャラクターデザインを担当。
カトキハジメ
メカニックデザイナー。ヒュッケバインシリーズなどのメカニックデザインを担当。
宮武一貴
スタジオぬえ所属のメカニックデザイナー。グルンガストシリーズなどのメカニックデザインを担当。
大張正己
アニメーター・アニメーション監督。スタジオG-1NEO代表取締役。「OGシリーズ」「Zシリーズ」『DD』などのメカニックデザインや、映像作品『スーパーロボット大戦OG ジ・インスペクター』の監督を務める。
竹田裕一郎
フリーの脚本家・小説家。「OGシリーズ」などにシナリオライターとして参加。

### ゲームシステム
本シリーズは、ストーリー展開によって順次指定されるマップ上で、自軍の指定するユニットを出撃させ、それを動かすことで敵を全滅させるのが目的のシミュレーションRPGである。ユニットの個性を生かし、「精神コマンド」などを使いながら攻略していく。

### 登場作品と選考基準
本シリーズは戦争をテーマにした作品のため、登場する作品は基本的に参戦作品と表記している。登場作品は本放送当時バンダイが玩具スポンサーとして関わった作品で、なおかつ日本のアニメ制作会社が制作した作品がほとんどである。これはバンダイナムコグループが商品化権を取得していることがスーパーロボット大戦シリーズに登場するための第一基準になっているためである。その中から知名度の高い作品が主に選ばれるが、携帯ゲーム機作品は低コストでの製作が可能なこともあり、据え置きゲーム機作品に比べると知名度で劣る作品を採用するなど実験的な試みも行われている。最近（2009年時点）では、原作サイドから自分たちの作品を出演させてほしいと要望されることも起きている。2016年時点では、原作の制作段階から出演を打診されることもあると語られている。プロデューサー・寺田貴信のお気に入りで登場作品が決められているのではないかと言われることもあるというが、登場作品はアンケートや玩具の人気の動向などから決められており、寺田の意見が却下されることは頻繁にあるという。
シリーズ初期には「自分たちが好きだから」というマニア的な発想のもと、儲けを気にせず製作していたこともあり、開発担当者の趣味で登場作品が決められていたため（近年〈2001年時点〉では行われていない）、放映終了後しばらく経っている作品が大半を占めていた。しかし、1995年の『第2次スーパーロボット大戦G』にて当時放映していた『機動武闘伝Gガンダム』を採用したところ、古い作品になじみのない低年齢層にも受け入れられることがわかったため、以降は新しい作品も取り入れられるようになった。ただし資料集めが困難という理由から終了後1年程度経過した作品をメインに採用している。
『マジンガー』・『ガンダム』・『ゲッターロボ』の3シリーズは、スパロボシリーズの主人公とされており、ほぼ全ての作品に揃って登場している。これら3シリーズに加え、現代から近未来の地球圏および太陽系を舞台とした作品が主に採用される。設定上で現実世界とは時間軸・空間軸で繋がらない世界を舞台とした作品の採用は珍しく、それらの作品が登場する際には、異世界を舞台にするなどの措置が取られる。
タイトルに「スーパーロボット」と付いているが、シリーズが長きに渡って続くようになってからは、ロボットアニメには属さない作品も採用されている。また、ロボットアニメだが戦いではなくスポーツがテーマの作品、漫画・ライトノベル・テレビゲームなど、アニメに拠らない「ロボットもの」作品、実写特撮作品の参戦も増えている。
具体的な登場作品はスーパーロボット大戦シリーズの参戦作品一覧を参照。

### 戦闘シーン
本シリーズの見所のひとつである戦闘シーンでは、アニメ主題歌などのBGMとパイロットの台詞と共に、原作を再現した攻撃アニメーションで、自軍機と敵軍機による戦闘が表現される。演出は原作と同じ声優による声が入れられる、パイロットのグラフィックがカットインで挿入される、ロボットの挙動が複雑化するなど、新しいハードに移行するにつれ進化している。特に2000年の『スーパーロボット大戦α』以降の派手な戦闘アニメーションに対する評価は高く、新作の店頭デモが公開されると人だかりが出来ることがある。一方、戦闘シーンの複雑化によりプレイ時間が長くなったため、戦闘の発生する前にアニメーションを表示しない簡易戦闘を選択したり、一度始まった戦闘シーンのスキップや早送りを出来るようになった。

#### スーパーデフォルメ（SD）
本シリーズに登場するロボットは戦闘シーンではSDサイズで描かれており、CGムービーや必殺武器などを使用する際のカットイン時にのみリアルサイズで描かれる演出がなされている。シリーズ初期のSDガンダムには瞳が描かれていたが、2000年以降の作品からは『SDガンダム Gジェネレーション』シリーズにあわせて瞳を描かなくなった。
源流となったコンパチヒーローシリーズから受け継がれたこの表現方法は、ロボットの大きさや表現の異なる各原作を登場させる際に違和感を軽減させるための措置であり、版権元にクロスオーバーを許可してもらう条件でもあった。シリーズ開始当初はSDに違和感を持つユーザーもいたが、リアルサイズでロボットが表現されている『スーパーロボット大戦Scramble Commander』のユーザーアンケートに「リアルサイズに違和感がある」という意見が寄せられたように、その後は「スパロボ＝SD」のイメージはユーザーに定着している。

#### 原作に準拠した声優の採用
1996年の『第4次スーパーロボット大戦S』以降、ディスクメディアの作品ではキャラクターに音声が付くようになった。『第4次スーパーロボット大戦S』の時点では、実験的な試みとして主役級の味方キャラクターと少数の敵キャラクターにのみ音声が収録されていたが、同年に発売された『新スーパーロボット大戦』では戦闘アニメーションに登場する全てのキャラクターに音声収録が行われた。
演じる声優は引退、故人などの理由以外では極力原作と同じオリジナルキャストを起用している。なお、これらの理由で新規に音声収録が行えなくなった場合でも、新たに代役などは立てずに、以前に収録した音声を使い続けている。中には一度芸能界を引退・休業していた声優が本シリーズの収録にて声優業に復帰したり、引退後に消息不明だった『聖戦士ダンバイン』のトッド・ギネス役の逢坂秀実を半年かけて捜し出した例もある。ただし、2005年のインタビューでプロデューサーの寺田は「現在ではオリジナルキャストにそれほどこだわってはいない」と答えている。近年ではコンプライアンスの観点からお笑い芸人による闇営業問題に関わっていた宮迫博之と特殊詐欺に関わっていたため逮捕された池田純矢のように芸能界から事実上追放された俳優は代役を立てている。
ゲームの性格上出演声優の数が多く、中にはファンを公言している声優もいる。特に緑川光は、本作のスーパーバイザー、公式ブログの第三執筆者、音響監督など声の出演以外の役職を務める。

#### キャラクター同士の掛け合い
戦闘シーンでのパイロットの台詞は決まったパターンの中からランダムで選択されるが、作品やシリーズなどで関連があるパイロットが相手の場合に組み合わせに応じた台詞が挿入されることがある。例としては、ガンダムシリーズやダイナミックプロ関連作品内の掛け合い、敵パイロットのガンダムタイプへの反応などがある。この演出は1997年の『スーパーロボット大戦F』を経て2000年の『スーパーロボット大戦α』で本格的に導入され、戦闘シーンでより原作の雰囲気が再現されるようになった。
また、原作で関連がないキャラクター間でも、クロスオーバーとして主役級キャラクター間でお互いの名前を呼び合ったり、声優が複数作品の役を演じていることに関連した組み合わせで特殊台詞が発生することがある。他にも『第3次スーパーロボット大戦α 終焉の銀河へ』の最終ボス「ケイサル・エフェス」は、演じる水木一郎が主題歌を歌った作品のユニットに攻撃をしかける場合に、その作品の主題歌やエンディングの歌詞からフレーズを拝借した台詞を発する演出などがある。

### キャラクターの扱い

#### スーパーロボット・リアルロボット
登場するロボットはスーパーロボット（スーパー系）・リアルロボット（リアル系）の2種に分類されており、定義は観念的なものだが概念としてわかりやすいため、以後多くの業界やファンにも受け入れられている。他の娯楽作品でもロボットが登場する場合、スーパー系またはリアル系と呼称することがあるのはここに由来する。

#### キャラクターのパラメータ
登場するロボット・パイロットの能力値の設定は、ゲームとして成り立たせるために原作のイメージにフィルタをかけ、各作品間でのバランス調整が行われる。例えば、『マジンガーZ』に登場するマジンガーZは、原作ではすばやい動きも可能なロボットだが、本シリーズでは動きは遅いが防御力の高いロボットとして能力値が設定されている。
また、パイロットにも「特殊スキル」という形で原作に登場する特殊能力が付加されている場合があり（ガンダムシリーズ「ニュータイプ」「SEED」など）、それに応じて攻撃力・防御力・命中率・回避率などの上昇が発生する。それぞれの特殊能力にはレベルが設けられており、レベルが上がることに上昇率が増幅される。

#### オリジナルキャラクター
スーパーロボット大戦シリーズ第2作目の『第2次スーパーロボット大戦』以後の作品には、スーパーロボット大戦シリーズオリジナルのキャラクターやロボットが多く登場する。これらはゲームの主人公として扱われたり、異なる作品間に関係性を持たせる要素として活用され、最終ボスに関してもオリジナルキャラクターであることが多い。OGシリーズは、ロボット・キャラクターは全て本シリーズや関連作品のオリジナルで構成されている。
彼らは1995年の『第4次スーパーロボット大戦』以来ほぼ『バンプレストオリジナル』と呼ばれてきたが、2008年にバンプレストのゲーム事業部門がバンダイナムコゲームスに統合されたことから、公式情報などで『バンプレストオリジナル』の名詞を使用することは少なくなっている。

#### ifの世界
本シリーズでは、原作では死亡、または永久離脱することで登場しなくなるキャラクターが最後まで登場することがあり、原作で救えなかった者を救うことがテーマの1つとなっている。また、原作では主人公たちの死亡・敗北や世界全体の破滅など悲劇的な結末となる作品も、本シリーズでは多くが異なった結末を迎え、原作と同じ結末が採用されることは少ない。

#### シリーズをきっかけに派生したキャラクター
原作者の協力を得た上で本シリーズ用にマジンガーZやゲッターロボに代わる新たなロボット、マジンカイザーや真ゲッターロボなどが登場した。これらはオリジナルストーリーでOVA化され、『真ゲッターロボ対ネオゲッターロボ』には本シリーズ独自のジャック・キング（性格、口調が原作と異なる）の設定がそのまま採用されている。また、本シリーズのために原作に存在しないロボットの設定を公式に行う場合もある。
敵勢からはゲッターロボの敵である宇宙怪獣ギルギルガンの最終形態としてメカギルギルガンが新たに追加。また、『機動戦士ガンダム 逆襲のシャア』には存在しなかったヤクト・ドーガの量産型がDC戦争シリーズに登場するオリジナル敵部隊「ラストバタリオン」所属機として新たにデザインされる。

### 世界観
各作品の背景や設定などは大半が原作を踏襲しているが、統一感を持たせるために一部組織や年表、スケール感などの変更や擦寄せが行われるケースがある。以下はシリーズを通して見られる世界観の例である。
- 宇宙コロニーへの移民が行われている。
- 宇宙移民と地球を統合する国家が対立している。
- 日本にスーパーロボットの研究所が集中している。
- 様々な異星人や先住種族からの侵略にさらされている。
- 一般人の文化レベルは現代とさほどかわらない。
- 地球圏は共通語により、他国出身者との会話が容易。

#### パラレルワールド
スーパーロボット大戦シリーズの世界は、何者かの意図によって各原作の世界から任意のキャラクターのみでまとめられた世界であるとされている。各キャラクターは、本来あるべき原作世界からスーパーロボット大戦シリーズの世界にシフトすることで混在しているが、本人たちはそのことに気が付いていない。また、DC戦争シリーズやαシリーズ、Zシリーズ、OGシリーズといった各シリーズやそれ以外の単発リリースされた各作品同士も、それぞれ物語が繋がっていない独立した世界であるが、お互いがパラレルワールドの関係にあるとされている。
こうしたパラレルワールドを実現しているのが、DC戦争シリーズ、Zシリーズにおける「特異点」やαシリーズの「クロスゲート・パラダイム・システム」であり、これらが消滅すると各キャラクターはスーパーロボット大戦シリーズ世界での記憶を失って元いた世界に戻される。

## シリーズの歴史

### シリーズの誕生
45歳でバンダイの常務に就任し新規事業を担当していた杉浦幸昌は、業務用ビデオゲームの製造販売をしていたコアランドテクノロジー社をパートナーにアミューズメント事業に乗り出そうとしていた。しかし、コアランドテクノロジー社はバンダイとのビジネスで億単位の赤字を出してしまう。当時のバンダイ経営陣でアミューズメント事業からの撤退を求める意見が圧倒的となるが、杉浦は「自身の持つバンダイ株を手放すから個人でやらせてくれ」とバンダイ経営陣を説得（杉浦は35歳でバンダイを飛び出し、玩具会社のポピーを成功させた経歴を持つ。後にポピーがバンダイと合併したことからバンダイ株を多数所有していた）。1989年2月にコアランドテクノロジー社はバンダイの子会社バンプレストとなり、杉浦が初代社長に就任した。
こうしてバンプレストは開業したものの、製作中であった銃をモチーフにしたアミューズメント機器が失敗。挽回するために杉浦はポピー時代に溜めたノウハウを生かしたキャラクターもの、それも新規性を打ち出すためにキャラクターの混載で勝負しようと考えた（単一キャラクターのゲームを開発していたバンダイのゲーム部門との競合を避ける意味合いもあった）。当時は世界観の異なるキャラクターが同一作品に登場することはタブーとされていた時代だったが、杉浦は版権元に挨拶回りを敢行。自身の社長就任のご祝儀として一度だけという約束を取り付け、1990年4月にゲーム業界初のクロスオーバー作品『SDバトル大相撲 平成ヒーロー場所』が発売された。この『SDバトル大相撲』が収益的に成功したことから、一度だけという条件だったクロスオーバー作品におけるキャラクター使用の許諾がその後も継続され、特撮ヒーローとロボットアニメが共演する「コンパチヒーローシリーズ」が生まれた。
『SDバトル大相撲』が製作されていた頃にバンプレストに入社したプロデューサーじっぱひとからげは、等身大ヒーローと巨大ロボットが共演する世界観に違和感を覚え、アニメのロボットだけに絞って統一感を出した『スーパーロボットRPG』を企画する。ゲーム内容は塔を探索するRPGであったが、シミュレーションゲームの方が向いているというウィンキーソフトの意見によって、「ロボットアニメによる『大戦略』」がコンセプトのシミュレーションRPGとして開発され、1991年にシリーズ第1作『スーパーロボット大戦』が発売された。当時、家庭用ゲーム機ではRPGが主流であり、シミュレーションゲームはかなりマニアックなジャンルであったが19万本のヒットとなる。敵を引き抜ける「説得」やRPGでいうところの魔法にあたる「精神コマンド」など、従来のシミュレーションゲームにはない本シリーズ独自のシステムを搭載していたが、登場するロボットを擬人化するというコンパチヒーローシリーズのフォーマットは踏襲していた。

### 手法の確立（1991年 - 1995年）
2作目となる『第2次スーパーロボット大戦』からは、ロボットの擬人化をやめ原作の設定に準拠したストーリー展開を採用する。DC戦争シリーズの1作目ということもあり続編を見据えたドラマ性の高い作品となったが、発売のタイミングの悪さから売り上げは振るわなかった。この結果を受けて、バンプレストはスーパーロボット大戦シリーズの打ち切りを予定していたが、ウィンキーソフトが抵抗し結論は次回作の売上で出すことになった。こうして製作された『第3次スーパーロボット大戦』では、システムが大幅に増強され、ダイナミックプロ以外のスーパーロボットが加わり作品数が増加。一時は中古価格が定価を上回るほどの人気となり、シリーズ打ち切りの危機は回避される。
続いて発売された『スーパーロボット大戦EX』では、脇役であったオリジナルキャラクター『魔装機神サイバスター』にスポットをあてたストーリーを展開。DC戦争シリーズ最終作となる『第4次スーパーロボット大戦』においては、システムのさらなる追加と、作品数の増加によるシナリオのボリュームアップが行われた。ボリューム・クオリティがユーザーの満足できるレベルに到達した『第4次スーパーロボット大戦』は、スーパーロボット大戦シリーズの基本フォーマットとして後の作品に受け継がれていくこととなる。

### ディスクメディアへの移行（1996年 - 1998年）
プレイステーション・セガサターンといったディスクメディアを採用したハードへの移行に伴い、本シリーズも大容量を生かした音声による演出を採用するようになる。『第4次スーパーロボット大戦』のプレイステーション移植作である『第4次スーパーロボット大戦S』では試験的に一部の主役級キャラクターに音声がつけられ、続く『新スーパーロボット大戦』では戦闘を行う全てのキャラクターに音声がつくようになった。さらにセガサターンで発売された『スーパーロボット大戦F』では原作の名場面などの重要なイベントで音声が流れる「DVE（ドラマチックボイスイベント）」が採用されたほか、限定的ではあるが関係のあるキャラクター同士で掛け合いが発生したり、パイロットと機体の組み合わせ次第で違った台詞を話すようになった。このように音声の採用は演出面を強化したが、新旧さまざまな作品が登場するシリーズの特有さゆえに新たな問題を生み出した（声優の人数が多いことからくるスケジューリングの困難さ、古い作品のために演技を忘れていた声優のサポート、引退した声優の捜索など）。
『新スーパーロボット大戦』では音声以外に、『魔装機神サイバスター』のスピンオフ作品である『スーパーロボット大戦外伝 魔装機神 THE LORD OF ELEMENTAL』で行われていた、リアルサイズで描かれたロボットによる戦闘シーン演出も採用されていたが定着せず（副産物としてパイロットのカットインが定着した。）、『スーパーロボット大戦F』では再びSDによる表現にもどっている。3Dグラフィックスを採用したScramble Commanderシリーズを除くと、その後もリアルサイズによる表現は採用されていない。
『スーパーロボット大戦F』が発売された1997年に「ROBONATION」と題したアニメソング歌手とのコラボレーションが行われた。水木一郎をはじめとするアニメソング歌手によるセルフカバーで、スーパーロボット大戦シリーズに登場した作品の主題歌を収録したボーカルアルバムが発売され、ライブも開催された。アルバム「スーパーロボット大戦 ボーカルコレクション ROBONATION1」はオリコンの23位にチャートインし、ライブは「スーパーロボット魂」と名前を変え毎年開催されるなど、ロボットアニメソングのムーブメントを引き起こした。

### 新たな手法の模索（1999年 - 2000年）
バンプレストは、『スーパーロボット大戦α』を開発するにあたり、スーパーロボット大戦シリーズの製作をこれまでの外注から子会社のバンプレソフトに移行した。そのため、1999年の『スーパーロボット大戦コンプリートボックス』を最後にウィンキーソフトは製作を離れている。また、このころからマルチプラットフォーム展開が行われるようになり、後の統合を見据えてそれぞれの作品で異なる取り組みが行われた。
演出面では、複数のロボットが同時に画面に表示され協力して戦う「合体攻撃」（『スーパーロボット大戦64』）や「援護システム」（『スーパーロボット大戦COMPACT2』）をROMカートリッジの作品で試験的に導入し実現させた上でディスクメディアの作品へも定着させていった。また、『スーパーロボット大戦α』ではこれまで作業量的な問題から避けていた戦闘シーンのフルアニメーションにも着手し、製作期間の増大につながったもののシリーズ最高の売り上げを記録した。
システム面では、弱いロボットをいかに使うかをテーマに『スーパーロボット大戦64』の改造段階差別化（弱いユニットほどたくさん強化できる）や『スーパーロボット大戦COMPACT2』のV-UPパーツ（弱いユニットが装備すると大幅に能力が上がる強化パーツ）など前述の援護システムも含め弱いユニットを救済するシステムが登場し、『スーパーロボット大戦α』でも今まで弱かったユニットのパラメータが見直されている。この試行錯誤は後にαシリーズで採用される小隊システムを見越して行われていた。
さらに『新スーパーロボット大戦』にて登場したオリジナルキャラクター『超機大戦SRX』をバンプレストオリジナルの設定の大本に据えて、設定を整理・統一するという試みが行われた。また、先行する『スーパーヒーロー作戦』にて『スーパーロボット大戦α』の主人公をはじめとする重要人物を登場させパラレルワールドを臭わせたり、『スーパーロボット大戦α』ではストーリーの根幹をなすなどバンプレストオリジナルを前面に押し出した展開が行われた。ただし、この取り組みは「主人公がでしゃばりすぎる」とユーザーからクレームを受けている。

### 3本柱構想の成立（2001年 - 2004年）
『スーパーロボット大戦α』のヒット以降ユーザーは大幅に増加したが、1本の作品ですべてのユーザーが希望するロボットを登場させることが困難になってきたため、シリーズを3つのタイプにわけて展開することになった。
今までのファンをターゲットにした王道を行くαシリーズ
プレイステーションシリーズをプラットフォームにしていることもあり、膨大な作品数やスケールの大きなストーリーなど非常にボリュームのある内容となっている。
若年層をターゲットにした任天堂携帯ゲーム機シリーズ
携帯ゲーム機の主な購買層である若年層に合わせ比較的新しい作品を採用している。
バンプレストオリジナルのみで構成されたOGシリーズ
『スーパーロボット大戦α』にて行われたバンプレストオリジナルの統一をさらに押し進め単独シリーズとして独立させた。
αシリーズ2作目の『スーパーロボット大戦α外伝』においてスーパーロボット大戦シリーズ初の主題歌が採用され、水木一郎率いるアニメソング歌手グループのJAM Projectがこれを担当した。以降、据え置きゲーム機で発売された主要タイトルには主題歌がつくようになり、そのほとんどをJAM Projectが手がけている。

### OGシリーズのメディアミックス（2005年 - 2007年）
OGシリーズ2作目の『スーパーロボット大戦ORIGINAL GENERATION2』が発売された2005年以降、OGシリーズのメディアミックスが積極的に行われた。2005年に『スーパーロボット大戦ORIGINAL GENERATION2』の後日談にあたるストーリーをOVAとして発売。翌2006年には、スパロボ15周年記念イベント「鋼のOG祭り」を開催し、OGシリーズのPlayStation 2への移植およびテレビアニメ『スーパーロボット大戦OG -ディバイン・ウォーズ-』の製作を発表した。こうして2007年に発売された『スーパーロボット大戦OG ORIGINAL GENERATIONS』は版権作品が全く登場しないにもかかわらず、αシリーズの作品と遜色ない45万本の売上を記録。『スーパーロボット大戦OG -ディバイン・ウォーズ-』はシリーズ初のゲーム本編のアニメ化となった。ほかにも、多数のムック本やコミック、ドラマCDが発売されている。
一方、2005年の『第3次スーパーロボット大戦α 終焉の銀河へ』にてαシリーズが完結したこともあり、OGシリーズ以外の作品のリリースは少なかった。特に2006年はリメイク作である『スーパーロボット大戦XO』しか発売されていない。

### Zシリーズの展開（2008年 - 2015年）
αシリーズに代わる新シリーズの第1作として『スーパーロボット大戦Z』が2008年に発売。7作品（本篇5作品、ファンディスク1作品、外伝1作品）を発売し、2015年4月の『第3次スーパーロボット大戦Z 天獄篇』で完結した。Zシリーズ1作目の『スーパーロボット大戦Z』の発売前には、プロデューサーの寺田貴信自らが全国を回りトークイベントを行うなど、プロモーション活動も積極的に行っている。
OGシリーズは、OGサーガと呼ばれるスピンオフのシリーズを展開。異世界を舞台にしたアクション性の高いRPG『無限のフロンティア』をシリーズ化し、ウィンキーソフトと再び提携して『魔装機神 THE LORD OF ELEMENTAL』の続編を製作している。また、2度目のテレビアニメ化となる『スーパーロボット大戦OG -ジ・インスペクター-』も放映された。
この他にも、学園を舞台としたアドベンチャーゲーム『スパロボ学園』や、3Dグラフィックスにあわせゲームデザインを変更した『スーパーロボット大戦NEO』など新たな取り組みも行われている。

### アジア市場、モバイルアプリ、PCへの進出とVXT三部作（2016年 - 2019年）
これまで携帯電話アプリなどで散発的にモバイルへの進出は行っていたが、2015年よりスマートフォンアプリへの展開を本格的に開始する。第一弾として『チェインクロニクル』のシステムを元にしたアプリ『スーパーロボット大戦X-Ω』を2015年より配信する。同作品は通常のシリーズ作品には参戦しにくい作品を多数参戦させて他作品と住み分けを図っている。2019年からは従来のシリーズをスマートフォンアプリ用に調整した『スーパーロボット大戦DD』を配信。
同時に散発的に行われていたアジア方面へ進出を始め、家庭用ゲーム機方面では2017年の『スーパーロボット大戦V』から3年連続で新作を発売し、2019年より『V』をSteamで配信しPCに進出する。
なお、2001年より続いていた任天堂の純粋な携帯機シリーズはNintendo Switchがニンテンドー3DSの事実上の後継機となったことから『スーパーロボット大戦BX』が事実上最後の作品となっている。

### Unityへの移行期間（2021年 - 2025年）
冒頭で述べた通り2021年にはシリーズ30周年を迎え、記念作品『スーパーロボット大戦30』がリリース。その後は4年かけてこれまで使用していた内製のエンジンを廃止しUnityへの移行と並行して内々で新体制への刷新を始める。うますぎWAVEが2025年に配信を終了した。

### 新体制構築（2025年 - 現在）
新体制1作目となる『スーパーロボット大戦Y』をリリース。

## メディア展開

### アニメ
魔装機神サイバスター（テレビアニメ、1999年5月3日 - 1999年10月25日）
オリジナルロボット「魔装機神サイバスター」のスピンオフ・テレビアニメ作品。ゲームとは設定が異なる。
スーパーロボット大戦ORIGINAL GENERATION THE ANIMATION（OVA、2005年）
『スーパーロボット大戦ORIGINAL GENERATION2』の後日談を描いたOVA作品。
スーパーロボット大戦OG -ディバイン・ウォーズ-（テレビアニメ、2006年10月4日 - 2007年3月28日）
『スーパーロボット大戦ORIGINAL GENERATION』のリュウセイ編を新解釈で進行したテレビアニメ作品。
スーパーロボット大戦OG -ジ・インスペクター-（テレビアニメ、2010年10月1日 - 2011年3月25日）
『スーパーロボット大戦ORIGINAL GENERATION2』のテレビアニメ作品。

### ドラマCD
スーパーロボット大戦α ORIGINAL STORY（2001年）
『スーパーロボット大戦ORIGINAL GENERATION』リュウセイ編のベースとなったドラマCD。全4巻。
スーパーロボット大戦 ORIGINAL GENERATION THE SOUND CINEMA（2005年 - 2006年）
OVA『スーパーロボット大戦ORIGINAL GENERATION THE ANIMATION』のサイドストーリーを描いたドラマCD。全3巻。
スーパーロボット大戦OG ジ・インスペクター ドラマCD（2011年）
テレビアニメ『スーパーロボット大戦OG -ジ・インスペクター-』のサイドストーリーを描いたドラマCD。全2巻。

### ボーカルアルバム
スーパーロボット大戦 ボーカルコレクション 1,2（1997年 - 1998年）
アニメソング歌手による登場作品主題歌のセルフカバーアルバム。
スーパーロボット大戦 鋼のコクピット（1998年）
DC戦争シリーズの主人公機および主人公8人のテーマ曲を収録したアルバム。
スーパーロボット魂 ザ・ベストVol.4 スパロボ大戦編（2004年）
ライブイベント「スーパーロボット魂」のベストアルバムのうち、スーパーロボット大戦シリーズのテーマソングのみを集めたもの。
スーパーロボット魂 オリジナル・テーマソング集 1,2（2005年 - 2006年）
スーパーロボット大戦シリーズのテーマソングを集めたアルバム。
スーパーロボット大戦 ORIGINAL GENERETION 〜15th Anniversary ソングコレクション〜（2006年）
スーパーロボット大戦シリーズ15周年記念に作成されたアルバム。
スーパーロボット大戦 JAM Project SONGS（2008年）
JAM Projectによるスーパーロボット大戦シリーズ主題歌を集めたアルバム。
スーパーロボット大戦 × JAM Project OPENING THEME COLLECTION ALBUM MAX THE POWER（2012年）
JAM Projectによるスーパーロボット大戦シリーズのオープニングテーマを集めたアルバム。ゲームのPVとアニメのオープニングを収録したDVDが付属している。

### コミック
スーパーロボット大戦α さいこどらいばぁず（作：こいでたく、2000年9月 - 2001年6月）
『スーパーロボット大戦α』のスーパー系主人公であるクスハが主役のギャグ漫画。「月刊ファミ通ブロス」連載。全1巻。
スーパーロボット大戦α THE STORY 竜が滅ぶ日（作：長谷川裕一、2001年4月 - 2001年7月）
『スーパーロボット大戦α』の前日談。「月刊マガジンZ」連載。全1巻。
鋼の救世主（作：富士原昌幸、2001年8月 - 2002年4月）
『スーパーロボット大戦α外伝』のコミカライズ。「スーパーロボットマガジン」連載。全1巻。
衝撃騎士団-インパクトナイツ-（作：環望、2002年6月 - 2003年4月）
『スーパーロボット大戦IMPACT』のコミカライズ。「スーパーロボットマガジン」連載。全1巻。
超機人 龍虎王伝奇（作：寺田貴信、画：富士原昌幸、2002年8月 - 2003年10月、2012年11月 - 連載中）
αシリーズ、OGシリーズに登場するオリジナルロボット・超機人の過去を描いたスピンオフ作品。第2部第2話まで「スーパーロボットマガジン」に連載され、第2部第3話以降は「電撃スパロボ魂!」にて連載中。既刊2巻。
スーパーロボット大戦OGクロニクル（2005年 - 2009年）
OGシリーズの短編集。「電撃スパロボ!」に掲載。全3巻。
スーパーロボット大戦ORIGINAL GENERATION THE ANIMATION（作画：せたのりやす、監修：寺田貴信、原作：バンプレスト、2006年6月 - 2007年2月）
OVA『スーパーロボット大戦ORIGINAL GENERATION THE ANIMATION』のコミカライズ。「電撃ホビーマガジン」連載。全1巻。
スーパーロボット大戦OG -ディバイン・ウォーズ-（作画：木村明広、監修：寺田貴信、原作：バンプレスト、2006年10月 - 2009年9月）
テレビアニメ『スーパーロボット大戦OG -ディバイン・ウォーズ-』のコミカライズ。「月刊コミック電撃大王」連載。全6巻。
スーパーロボット大戦OG -ディバイン・ウォーズ- Record of ATX（作：寺田貴信、画：八房龍之助、2007年3月 - 2011年1月）
テレビアニメ『スーパーロボット大戦OG -ディバイン・ウォーズ-』をキョウスケの視点で描いた作品。「電撃ホビーマガジン」連載。全5巻。
無限のフロンティア スーパーロボット大戦OGサーガ（作画：斉藤和衛、企画・監修：バンプレスト、森住惣一郎、2008年4月 - 2008年10月）
『無限のフロンティア スーパーロボット大戦OGサーガ』のコミカライズ。「ケロケロエース」連載。全1巻。
スーパーロボット大戦OG -ジ・インスペクター- Record of ATX（作：寺田貴信、画：八房龍之助、2011年2月 - 終了時期不明）
コミック『スーパーロボット大戦OG -ディバイン・ウォーズ- Record of ATX』の続編となる、テレビアニメ『スーパーロボット大戦OG -ジ・インスペクター-』のコミカライズ。「電撃ホビーマガジン」連載。既刊5巻。

### 雑誌連載
スーパーロボット大戦ORIGINAL GENERATION→電撃スパロボ!（2002年11月 - 連載中）
「電撃ホビーマガジン」にて連載されている、ボークスが製作したOGシリーズの立体物を紹介するコーナー。「電撃スパロボ!」のタイトルで単行本化されており、2009年3月号から連載タイトルも「電撃スパロボ!」に変更された。
スーパーロボット大戦 スーパーステーション→スーパーロボット スーパーステーション（2003年8月 - 連載中）
「電撃ホビーマガジン」にて連載されている、新作やグッズに関する情報を紹介するコーナー。2004年10月号から連載タイトルが「スーパーロボット スーパーステーション」に変更された。
スパロボProject（ - ）
「ファミ通PS2」にて連載されていた、新作や水木一郎に関する情報を紹介するコーナー。コーナーの一部として水木一郎のコラム「水木一郎のアニキ日記」も掲載されている。
SECRET HANGAR（2006年8月 - 2012年3月）
「ゲーマガ」にて連載されていた、バンプレストオリジナルロボットのショートストーリー。
スーパーロボット大戦OG 告死鳥戦記（原作：竹田裕一郎、キャラクターデザイン：八房龍之助、メカニックデザイン：NAOKI、2012年8月 - 終了時期不明）
OGシリーズのスピンオフ小説。無料配信電子書籍「電撃ホビーマガジンbis」にて連載していた。また、一部抜粋したものが「電撃ホビーマガジン」にも掲載されていた。

### ラジオ
ラジオ・スーパーロボット魂（1998年4月9日 - 1999年4月3日）
文化放送にて放送された、ライブイベント「スーパーロボット魂」と連動したラジオ番組。
スパロボOGネットラジオ うますぎWAVE（2007年1月9日 - 2025年3月25日終了予定）
テレビアニメ『スーパーロボット大戦OG -ディバイン・ウォーズ-』の放送に合わせ配信されたランティスウェブラジオによるインターネットラジオ番組。
熱血!必中!ボイス・スパログ!
スーパーロボット大戦公式ブログにて配信されたインターネットラジオ番組。『魔装機神II篇』（2011年12月22日 - 2012年2月2日、11月）、『PROJECT X ZONE篇』（2012年）、『第2次スーパーロボット大戦OG篇』（2012年11月9日 - 12月14日）、『魔装機神III篇』（2013年7月30日 - 8月21日、11月27日）、『魔装機神F篇』（2014年8月12日 - 8月27日）を配信。

## プロモーション

### スパロボイメージガール
シリーズのCM、イベントなどに出演し販促活動を行う女性タレント。加藤夏希は製作サイドへの直訴の結果、声優としてゲーム本編（『第3次スーパーロボット大戦α 終焉の銀河へ』）への出演も果たした。
- 加藤夏希（2005年[56]）
- 中川翔子（2007年[57]）

### T.B.R.
プロデューサーの寺田による公式ブログの更新頻度の少なさを補うため、2006年に公式ブログの執筆者に選ばれた女性声優。「スパロボOGネットラジオ うますぎWAVE」のパーソナリティも担当している。当初は二人とも本シリーズとは無関係の存在だったが、その後は各種イベントへの参加やゲーム本編（『スーパーロボット大戦Z』）にも出演している。T.B.R.はテラダ・ブログ・レスキュー（Terada Blog Resque）の略。
- 相沢舞
- 斉藤梨絵

### イベント
不定期で行われているファン感謝イベント。開催時期は特に決まっておらず、節目の年や新作発売前などに開催される。スタッフトークショーやクイズ大会、ミニライブなどが行われる。
スーパーロボット大戦大感謝祭 激闘!真夏のスパロボ伝説
1999年8月20日に開催。『スーパーロボット大戦α』を発表。
スーパーロボット大戦感謝祭2002 〜生誕より10年+α。そして次なる戦いへ。
2002年11月30日に開催。『第2次スーパーロボット大戦α』を発表。
スーパーロボット大戦感謝祭2005 〜1,000万本の感謝をこめて
2005年2月12日に開催。『第3次スーパーロボット大戦α 終焉の銀河へ』とOVA『スーパーロボット大戦ORIGINAL GENERATION THE ANIMATION』を発表。
スパロボ15周年記念「鋼のOG祭り」
2006年4月22日に開催。『スーパーロボット大戦OG ORIGINAL GENERATIONS』とテレビアニメ『スーパーロボット大戦OG -ディバイン・ウォーズ-』を発表。
スーパーロボット大戦OGトークライブ 〜秘密の宴〜
2006年7月22日に開催。小規模の会場で行われた『スーパーロボット大戦OG ORIGINAL GENERATIONS』に関するトークライブ 。
スパロボ15周年記念ORIGINAL GENERATION LIVE
2006年8月11日に開催。シリーズ15周年を記念したスペシャルライブ。
スーパーロボット大戦感謝祭2008
2008年4月19日に開催。『スーパーロボット大戦Z』を発表。
スパロボZ 〜真夜中の宴〜
2008年6月28日に開催。「スーパーロボット大戦感謝祭2008」の模様を放送。
真夏のスパロボトークキャラバン
2008年7月20日 - 2008年8月9日に開催。全国8ヶ所で行われた『スーパーロボット大戦Z』に関するトークライブ 。
無限のフロンティアEXCEED×うますぎWAVE 〜無限の宴〜
2010年2月28日に開催。『無限のフロンティアEXCEED スーパーロボット大戦OGサーガ』の発売記念と「スパロボOGラジオ うますぎWAVE」の公開録音を兼ねたイベント。
生ネタバレ!? インスペクター
2011年2月27日に開催。テレビアニメ『スーパーロボット大戦OG -ジ・インスペクター-』に関するトークライブ。
スーパーロボット大戦20周年記念「鋼の魂祭」
2012年3月18日に開催。シリーズ20周年記念イベント。

## 日本国外
原作（参戦作品）の各国における販売権・放送権が複数の会社に分散しているため、日本以外での販売は基本的に行われておらず、OGシリーズの一部作品が、北アメリカ・中国語圏でリリースされていた（北アメリカの発売元はアトラス）。
- 2006年発売[73][74]
  - Super Robot Taisen: Original Generation（スーパーロボット大戦ORIGINAL GENERATION）
  - Super Robot Taisen: Original Generation 2（スーパーロボット大戦ORIGINAL GENERATION2）
- 2009年発売[76]
  - Super Robot Taisen OG Saga: Endless Frontier（無限のフロンティア スーパーロボット大戦OGサーガ）
- 2016年発売
  - Super Robot Taisen OG: The Moon Dwellers（スーパーロボット大戦OG ムーン・デュエラーズ） ※英語版
  - 超級機器人大戰OG THE MOON DWELLERS（スーパーロボット大戦OG ムーン・デュエラーズ） ※繁体中国語版

『スーパーロボット大戦V』以降の一部作品では新たなるトライアルとして、バンダイナムコエンターテインメントが直接英語と繁体中文、韓国語の三言語でローカライズ化し、主にアジア圏国家での販売を実施している。『スーパーロボット大戦T』リリース前には台湾のゲームイベントにて、ステージイベントが開催されたこともある。

## 関連作品
| 作品名                                 | ハード                   | 発売年                   | 備考 |
| コンパチヒーローシリーズ               | コンパチヒーローシリーズ | コンパチヒーローシリーズ | コンパチヒーローシリーズ |
| -------------------------------------- | ------------------------ | ------------------------ | --- |
| ヒーロー戦記 プロジェクト オリュンポス | SFC                      | 1992年                   | ギリアム・イェーガー（ゲシュペンスト）の初出作品。マサキ・アンドー（サイバスター）、シュウ・シラカワ（グランゾン）が出演している。『スーパーロボット大戦ORIGINAL GENERATION2』と設定がリンク。                                         |
| バトルドッジボールII                   | SFC                      | 1993年                   | ギリアム・イェーガー（ゲシュペンスト）、ファイター・ロアが敵チームの選手として出演。 |
| バトルサッカー2                        | SFC                      | 1994年                   | 擬人化されたサイバスターおよびファイター・ロアが敵チームの選手として出演。 |
| ザ・グレイトバトルIV                   | SFC                      | 1994年                   | ファイター・ロア（コンパチカイザー）が出演。 |
| スーパーヒーロー作戦                   | PS                       | 1999年                   | イングラム・プリスケンほか初出。SRXチーム出演。『新スーパーロボット大戦』、『スーパーロボット大戦α』と設定がリンク。 |
| Another Century's Episodeシリーズ      |                          |                          | |
| Another Century's Episode              | PS2                      | 2005年                   | 量産型ゲシュペンストMk-IIが登場。 |
| Another Century's Episode:R            | PS3                      | 2010年                   | 登場作品の一つに『スーパーロボット大戦OG』がある。マサキ・アンドー（サイバスター）、リュウセイ・ダテ（ART-1）、キョウスケ・ナンブ（アルトアイゼン・リーゼ）が出演。物語の最後の部分が『第2次スーパーロボット大戦OG』へと繋がっている。 |
| Another Century's Episode Portable     | PSP                      | 2011年                   | 量産型ゲシュペンストMk-II改が登場。 |
| その他のロボット物ゲーム               |                          |                          | |
| シャッフルファイト                     | FC                       | 1992年                   | 擬人化されたサイバスターが出演。 |
| スーパーロボットシューティング         | PS                       | 1997年                   | スーパーロボット大戦シリーズから真ゲッター1の武器設定を流用。 |
| リアルロボッツファイナルアタック       | PS                       | 1998年                   | SRXチームが敵として出演。 |
| スーパーロボットスピリッツ             | N64                      | 1998年                   | レビ・トーラー（ジュデッカ）の初出作品。SRXチームのテーマソング「鋼の魂」がCMソングとして初出。『新スーパーロボット大戦』、『スーパーロボット大戦α』と設定がリンク。                                                                   |
| リアルロボット戦線                     | PS                       | 1999年                   | リュウセイ・ダテ（R-1）が隠しキャラクターとして出演。 |
| リアルロボットレジメント               | PS2                      | 2001年                   | アリエイル・オーグ（フリッケライ・ガイスト）、ドゥバン・オーグ（アレス・ガイスト）の初出作品。森住惣一郎がプロデュースしている。 |

| 作品名                              | ハード | 発売年 | 備考 |
| ----------------------------------- | ------ | ------ | --- |
| バトルコマンダー 八武衆、修羅の兵法 | SFC    | 1991年 | バンプレストから発売された、ガンダム・マジンガー・ゲッターロボなど複数版権のロボットアニメによるクロスオーバー作品・シミュレーションゲーム。 |
| ブレイブサーガシリーズ              | PS     | 1998年 | タカラから発売された勇者シリーズを中心としたクロスオーバー作品・シミュレーションゲームのシリーズ。当初からダグラムなど勇者シリーズ外の複数の作品が正式ユニットとして参戦しており、勇者シリーズが多いことを除けば実質的にはスパロボに類似したコンセプトの作品。 |
| サンライズ英雄譚シリーズ            | DC     | 1999年 | サンライズインタラクティブから発売された、サンライズのロボット、ヒーローやキャラクターによるクロスオーバー作品・シミュレーションゲームのシリーズ。サンライズ英雄譚シリーズのオリジナルロボット『機甲世紀Gブレイカー』は、『スーパーロボット大戦α for Dreamcast』にも登場する。                                                                                                 |
| ナムコスーパーウォーズ              | WS     | 2002年 | バンダイから発売された、ナムコのキャラクターによるクロスオーバー作品・シミュレーションゲーム。『ワルキューレの伝説』『ドルアーガの塔』『ドラゴンバスター』『ドラゴンスピリット』『源平討魔伝』『フェリオス』『ドラゴンヴァラー』『超絶倫人ベラボーマン』『ワンダーモモ』といった、ゲームから、平景清、ギル、ワルキューレ、ベラボーマンをはじめ、多数のキャラクターが登場する。 |
| NAMCO x CAPCOM                      | PS2    | 2005年 | ナムコから発売された、ナムコおよびカプコンのキャラクターによるクロスオーバー作品・シミュレーションゲーム。森住惣一郎がディレクター。『無限のフロンティア』シリーズには、同作品のキャラクターも出演している。 |
| PROJECT X ZONE                      | 3DS    | 2012年 | バンダイナムコゲームスから発売された、カプコン・セガ・バンダイナムコゲームスの3社によるクロスオーバー・シミュレーションRPG。『スーパーロボット大戦OG』シリーズからゼンガー・ゾンボルト、『無限のフロンティア』シリーズからハーケン・ブロウニングと楠舞神夜が出演。ディレクターとして森住惣一郎が関わっている。                                                                 |

| 作品名               | ハード | 発売年 | 備考 |
| -------------------- | ------ | ------ | --- |
| リアルロボット戦線   | PS     | 1999年 | バンプレストから発売された、サンライズ製作のリアルロボットアニメによるクロスオーバー作品・シミュレーションゲーム。ウィンキーソフト製作。 |
| スーパー特撮大戦2001 | PS     | 2001年 | バンプレストから発売された、特撮ヒーロー作品によるクロスオーバー作品・シミュレーションゲーム。                                           |
| Z.O.E 2173 TESTAMENT | GBA    | 2001年 | コナミから発売されたシミュレーションゲーム。ウィンキーソフト製作。                                                                       |
| 新世紀勇者大戦       | PS2    | 2005年 | アトラスから発売された、勇者シリーズを中心としたクロスオーバー作品・シミュレーションゲーム。ウィンキーソフト製作。                       |